# Молочна ріка (фестиваль)

Розмаїття сирів на фестивалі

«Молочна ріка» (Фестиваль Великоберезнянського сиру) — щорічний фестиваль, що відбувається на території Новостужицького відділення Ужанського національного парку в с. Стужиця Великоберезнянському районі Закарпатської області, де виставляють для огляду та проби розмаїття сиро-молочної продукції, виготовленої традиційними для Березнянщини способами.

## Проведення фестивалю
Вперше цей фестиваль було організовано 25 травня 2010 року. Наступне проведення фестивалю заплановане на 10 липня 2011 р. У рамках фестивалю організовують святковий концерт за участі найкращих сольних виконавців і колективів художньої самодіяльності.

Сири та сирні вироби

Для туристів та учасників організатори фестивалю влаштовують різноманітні заходи: жартівливі конкурси, екскурсії тощо. Охочі можуть споглядати процедуру
виготовлення сиру безпосередньо на місці. Проте у 2010 р. ціни на презентовані сири у багатьох випадках перевищували ринкові в два-три рази.

## Галерея світлин

На фестивалі сиру в селі Стужиця
Гуцульський танок
Контрабас приліг відпочити на траву
Вказівник напрямків у селі Стужиця
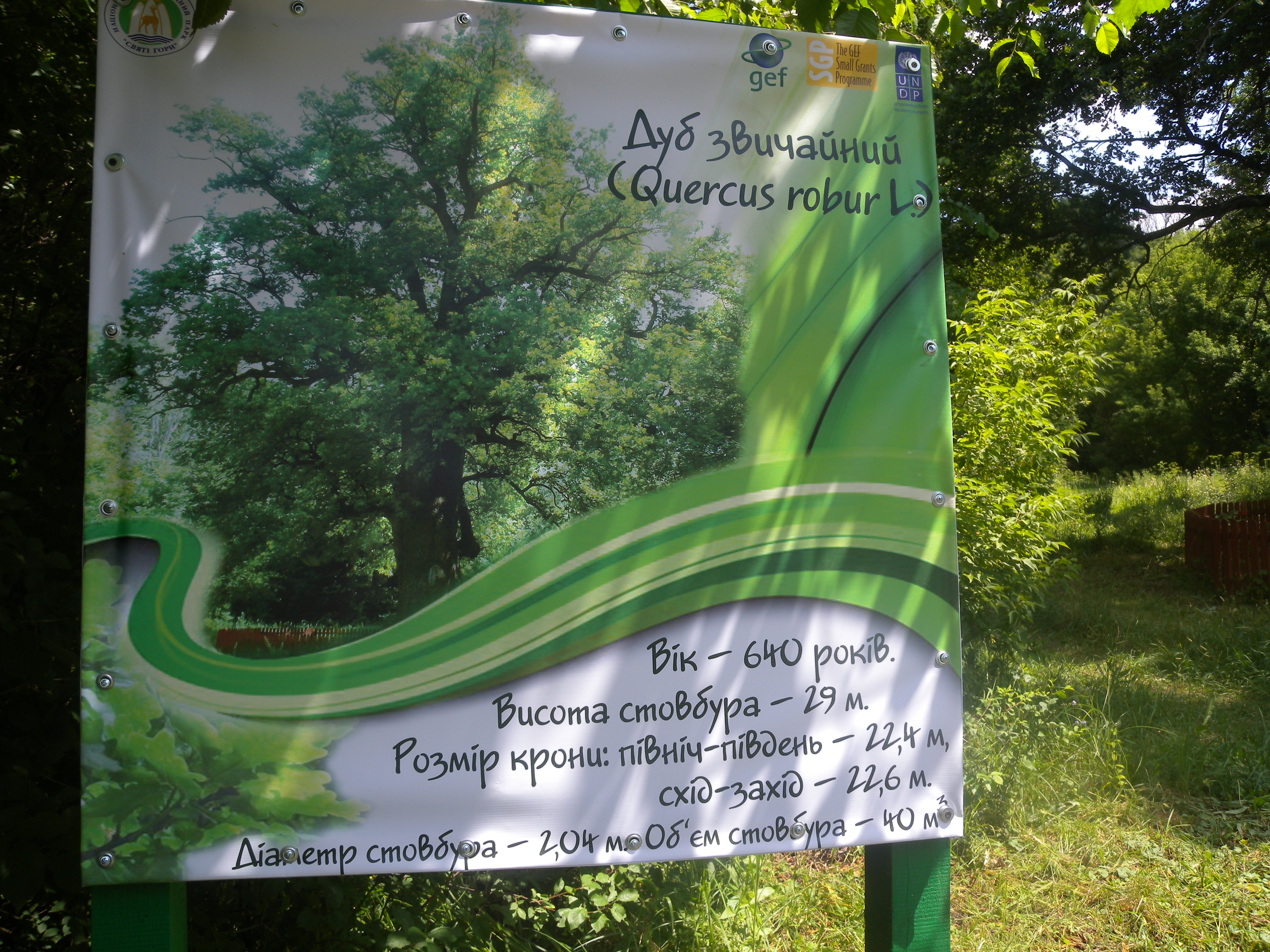
Старий дуб